# Ápio Cláudio Crasso Inregilense
Ápio Cláudio Crasso Inregilense (em latim: Appius Claudius Crassus Inregillensis) foi um político da gente Cláudia da República Romana, eleito cônsul em 349 a.C. junto com Lúcio Fúrio Camilo. Antes disso, já havia sido nomeado ditador em 362 a.C.. Era filho de Ápio Cláudio Crasso, tribuno consular em 424 a.C..

## Ditadura (362 a.C.)
Em 362 a.C., depois da morte do cônsul Lúcio Genúcio Aventinense numa emboscada, foi nomeado ditador pelo cônsul Quinto Servílio Aala para levar adiante a guerra contra os hérnicos, obtendo uma ovação pela sua vitória.

## Consulado (349 a.C.)
Foi eleito cônsul em 349 a.C. juntamente com Lúcio Fúrio Camilo, mas morreu logo no início de seu mandato.